# 33348 Stevelliott
33348 Stevelliott è un asteroide della fascia principale. Scoperto nel 1998, presenta un'orbita caratterizzata da un semiasse maggiore pari a 2,2688375 UA e da un'eccentricità di 0,0720949, inclinata di 4,13473° rispetto all'eclittica.